# Nue pour l'assassin
Pour plus de détails, voir Fiche technique et Distribution.
Nue pour l'assassin (Nude per l'assassino) est un giallo italien réalisé par Andrea Bianchi, sorti en 1975.

## Synopsis
Milan, dans les années 1970. Un mannequin décède lors d'un avortement clandestin. Peu après, après avoir déposé son cadavre chez elle pour ne pas avoir d'ennuis, le médecin qui a pratiqué l'opération est assassiné par un individu vêtu et casqué de noir.
À l'Albatros, une célèbre agence de mannequins, Carlo, un photographe coureur de jupons, couche avec sa collègue Magda. Patricia, une nouvelle top model, est draguée lourdement par Maurizio, le mari de la directrice de la boîte, Gisella. Mais, très vite, les meurtres s'enchaînent. Une personne habillée en motard, dont le visage est caché par un masque de moto, rôde et assassine ceux et celles qui travaillent pour l'agence. Avant de les tuer, elle demande à ses victimes de se déshabiller pour elle.
Un soir, Mario, un employé, invite une femme, qui n'est d'autre que l'assassin, chez lui pour boire un verre mais elle le poignarde à mort. Gisella, qui trompe son mari avec le mannequin Lucia, est interrogée par la police mais elle est vite innocentée. Peu de temps après, après une dispute avec Gisella, Lucia est éliminée à son tour. Après avoir tenté de violer le mannequin Doris, qui réussit à s'échapper car il est impuissant, Maurizio est tué. Puis, enfin, Gisella est assassinée sous les yeux de Carlo qui a eu le temps de photographier le meurtrier avant de s'enfuir. Mais, dans sa fuite, il est renversé par une voiture.
Alors qu'il est hospitalisé, Magda tente de développer les images chez lui mais le tueur réussit à détruire les négatifs. Ce dernier élimine ensuite Doris et son petit ami abusif Stefano. De retour chez lui, Carlo trouve Madga vivante mais ils sont aussitôt confrontés par l'assassin. Carlo se bat avec lui et le psychopathe chute dans des escaliers. Il est démasqué : il s'agit de Patricia. Elle accuse Carlo d'avoir causé la mort de sa sœur en la poussant à avorter. Mais Patricia décède de ses blessures, emportant avec elle les preuves de la culpabilité de Carlo.

## Fiche technique
- Titre original : Nude per l'assassino
- Titre français : Nue pour l'assassin
- Réalisation : Andrea Bianchi
- Scénario : Massimo Felisatti
- Montage : Francesco Bertuccioli
- Musique : Berto Pisano
- Photographie : Franco Delli Colli
- Société de production et distribution : Fral Cinematografica
- Pays d'origine :  Italie
- Langue originale : italien
- Format : couleur
- Genre : Giallo
- Durée : 97 minutes
- Dates de sortie : 
  -  Italie : 26 août 1975

## Distribution
- Edwige Fenech : Magda
- Solvi Stübing : Patricia
- Nino Castelnuovo : Carlo
- Erna Schürer : Doris
- Franco Diogene : Maurizio
- Femi Benussi : Lucia
- Amanda : Gisella
- Claudio Pellegrini : le photographe Ferreri
- Wainer Verri : Stefano
- Claudio Pellegrini : Mario
- Giovanni Airò : le médecin avorteur
- Lucio Como : l'inspecteur